# Kliklijn
Een kliklijn of tiplijn is een telefoonlijn of website voor het (anoniem) melden van misstanden op verschillende gebieden.

## Nederland
In Nederland zijn verschillende kliklijnen.
- De speciale aangiftelijn voor grove verkeersovertredingen[1] levert jaarlijks ongeveer 5000 bekeuringen op volgens het Nederlands Politie Instituut[2]. Alleen politiemedewerkers met speciale bevoegdheid kunnen overtredingen op een speciale telefoonlijn doorgeven. Er wordt echter gewerkt aan een kliklijn voor een breed publiek[3].
- De Kliklijn Meld Misdaad Anoniem is bedoeld voor het melden van ernstige misdrijven. Er werden in 2008 ongeveer 1100 aanhoudingen verricht op grond van meldingen aan deze kliklijn; 710 zaken werden opgelost.[4]
- Meldpunt 6061, een anonieme kliklijn van vervoerdersbedrijf de RET.
- Een aantal kliklijnen van de Belastingdienst.[5]